# Лермонтово (Амурская область)
Ле́рмонтово — село в Серышевском районе Амурской области России. Административный центр Лермонтовского сельсовета.

## География
Село находится в 18 км к востоку от автодороги Чита — Хабаровск (перекрёсток у села Ближний Сахалин), на расстоянии 50 км к северо-востоку (через Ближний Сахалин и Украинку) от посёлка городского типа Серышево, административного центра района.
На север от села Лермотово идёт дорога к сёлам Павловка и Бирма.

## Население
| 2002 | 2010 | 2012 | 2013 | 2014 | 2015 | 2016 |
| ---- | ---- | ---- | ---- | ---- | ---- | ---- |
| 419  | ↘306 | ↘297 | ↘295 | ↘278 | ↘262 | ↗264 |
| 2017 | 2018 |      |      |      |      |      |
| →264 | ↘254 |      |      |      |      |      |

## Улицы
| - ул. Бонивура, - ул. Комсомольская, - ул. Кооперативная, | - ул. Ленина, - ул. Луговая, - ул. Новая, | - ул. Северная, - ул. Серышевская, - пер. Широкий. |

## Экономика
Сельскохозяйственные предприятия Серышевского района.